# El cavaller negre (pel·lícula)
El cavaller negre (títol original en anglès: The Black Knight) és una pel·lícula britànica dirigida per Tay Garnett i estrenada el 1954. Ha estat doblada al català.

## Argument
L'acció té lloc a Camelot. Un sarraí s'alia amb el rei Marc de Cornualla per a fer fora el rei Artús. Mentrestant John, un jove i intrèpid ferrer, somnia en fer-se cavaller per poder casar-se amb Linet, la filla del comte de Yeonil. Aquest, però, desaprova aquesta relació. Un dia els sorprèn junts i John es veu obligat de fugir i amagar-se. Poc després, uns vikings assalten el castell, assassinant el comte i la seva família. Un dia, apareix a Anglaterra un cavaller negre que jura venjar la mort del comte i els seus.

## Repartiment
- Alan Ladd: John
- Patricia Medina: Linet
- André Morell: Sir Ontzlake
- Harry Andrews: El comte de Yeonil
- Peter Cushing: Sir Palamides
- Anthony Bushell: El Rei Artús
- Laurence Naismith: Major Domo
- Patrick Troughton: El Rei Marc
- Bill Brandon: Bernard
- Ronald Adam: l'abat
- Basil Appleby: Sir Hal
- Tommy Moore: l'aprenent
- Jean Lodge: la reina Ginebra
- Pauline Jameson: Dama Yeonil
- John Kelly: El llenyataire
- Jill Adams
- Faith Bailey
- Larry Dann
- Keith Davis
- George Howell